# いつかの少年
『いつかの少年』（いつかのしょうねん）は、日本のミュージシャンである長渕剛のベスト・アルバム。
『LOVE SONGS』（1986年）以来およそ8年ぶりとなるベスト・アルバムであるが、これまでにリリースされた作品はカーステレオ向けベスト『夏の恋人』（1981年）、シングル集『FROM T.N.』（1983年）、ラブソング集『LOVE SONGS』の3作品であったため、全ての曲から選曲された初の公式ベスト・アルバムとなった。
1978年〜1994年までの楽曲の中から、ライブ盤も含めて選曲されている。全3枚組。シングル「巡恋歌'92」（1992年）や「人間」（1994年）は本作にてアルバム初収録となった。なお、「乾杯」はほとんどが観客の合唱となるライヴ音源で、購入者からの問い合わせが多かったのか、後に「ライヴ音源」である旨のシールがケースに貼られた。
オリコンチャートでは最高位2位となった。

## 背景
前作『Captain of the Ship』（1993年）リリース後、1994年8月10日にシングル「人間」（1994年）をリリース、オリコンチャートでは最高位4位となり、「しゃぼん玉」（1991年）、「巡恋歌'92」（1992年）、「RUN」（1993年）とシングル連続1位獲得記録がこのシングルで途切れる事となった。
その後、9月9日の山形市総合スポーツセンターより12月15日の新潟市産業振興センターに至るまで、全国13都市全22公演におよぶライブツアー「LIVE'94 Captain of the Ship」を開催する予定であったが、9月24日の岡山総合文化体育館での公演後に体調不良を訴え、脱水症状や多臓器機能障害を起こしていた長渕は緊急入院する事となった。病名は溶連菌感染症による菌血症と診断され、ライブツアーは残り全18公演を残し中止が決定、損害額は5億から6億円とも言われた。病気の原因はライブツアーでの疲労によるものと見られ、長渕のライブでは1曲で30分に及ぶ曲もあり、1人で3時間以上歌い上げる過酷なもののため、ライブ終了後には呼吸困難や倦怠感などの症状が出る事があった。
しかし、10月19日付けの東京スポーツは1面トップで「長渕剛 歌も妻も捨て逃避行」、「ツアー中止の理由は菌血症ではなかった」、「ツアーすっぽかし そばにいてやる!!」などと国生さゆりとの不倫が原因であると報道、これに激怒した長渕は弁護士を通じ東京スポーツ側に内容証明を送り付け、法的処置に訴える事となった。
またこれと前後する形で、9月23日にリリースされた桑田佳祐のソロアルバム『孤独の太陽』（1994年）に収録された曲「すべての歌に懺悔しな!!」の歌詞が長渕及び矢沢永吉を揶揄したものではないかと、一部マスコミによって報道された。この件に関し、桑田は10月13日のライブ終了後に記者会見を行い、「この歌詞は自分を含む芸能ロックシンガーを揶揄したもので、特定のだれか、長渕さん、矢沢さんを意識したものではない」、「曲解されたとはいえ、矢沢さん、長渕さん、ファンの方々に迷惑をかけたのは事実。申し訳ない、反省してます」と謝罪した。これに対し矢沢は「お互いにクリエーター。気にしてないよ」と特に事を荒立てる事はなかった。ところが、10月4日に病床に付していた長渕は同曲を聴き、自分のことを中傷した歌だと認識しており、アルバム全曲を聴き終えた長渕は、「俺の隠れファンだな」と笑ったという。そして、長渕は1995年1月号の月刊ヴューズ誌上にて「俺は桑田佳祐を許さない」と題したインタビュー記事を公開し、桑田による詫び状がレコード会社の制作部長による持参であった事や、曲の最後に入っている「いらっしゃい」というセリフが1992年の長渕自身が開催した東京ドーム公演にて開口一番に放った言葉であるとして、「誠意が感じられない」と詫び状を同封した果たし状を桑田の自宅へと郵送する事態となった。この事態に対し、一部では「彼（長渕）は頭がいいし、あの程度の歌に怒るような男ではない。宣伝になることを計算ずくでの言動ではないか」との意見もあった。

## 構成
これまでにリリースされたアルバムの中から以下の通り選曲されている。テレビドラマ主題歌として使用された曲の内、「GOOD-BYE青春」（1983年）、「孤独なハート」（1984年）、「SUPER STAR」（1986年）、「ろくなもんじゃねえ」（1987年）は収録されていない。また、アルバム『乾杯』（1980年）、『Bye Bye』（1981年）、『NEVER CHANGE』（1988年）からの音源も収録されていない。
DISC-1 (1978～1986)
- 『風は南から』（1979年） - 「巡恋歌」、「俺らの家まで」
- 『逆流』（1979年） - 「素顔」、「順子」
- 『長渕剛LIVE』（1981年） - 「夏祭り」、「ひざまくら」
- 『時代は僕らに雨を降らしてる』（1982年） - 「交差点」、「マリア」
- 『HEAVY GAUGE』（1983年） - 「僕のギターにはいつもHeavy Gauge」
- 『SUPER LIVE IN 西武球場』（1983年） - 「顔」
- 『HOLD YOUR LAST CHANCE（1984年） - 「TIME GOES AROUND」、「HOLD YOUR LAST CHANCE」
- 『HUNGRY』（1985年） - 「勇次」
- 『STAY DREAM』（1986年） - 「わがまま・友情 DREAM & MONEY」、「俺たちのキャスティング・ミス」、「STAY DREAM」

DISC-2 (1987～1991)
- 『LICENSE』（1987年） - 「泣いてチンピラ」、「LICENSE」、「何の矛盾もない」
- 『昭和』（1989年） - 「とんぼ」、「激愛」、「NEVER CHANGE」、「昭和」
- 『長渕剛LIVE'89』（1990年） - 「乾杯」
- 『JEEP』（1990年） - 「しょっぱい三日月の夜」、「お家へかえろう」
- 『JAPAN』（1991年） - 「しゃぼん玉」、「東京青春朝焼物語」

DISC-3 (1992～1994)
- 『Captain of the Ship』（1993年） - 「RUN」、「ガンジス」、「Captain of the Ship」

- DISC-3に収録された曲の内、シングルとしてリリースされた「巡恋歌'92」、「人間」はアルバム初収録となり、「順子」、「素顔」、「シリアス」、「豚 (BUTA)」、「いつかの少年」は当時音源のみとしては未リリースであった1992年5月15日の東京ドームでのライブ「LIVE'92 JAPAN」からの収録、「MOTHER」は未リリース音源である1993年5月27日の大阪城ホールでのライブ「LIVE JAPAN'93」から収録されている。

## リリース
1994年12月1日に東芝EMIのエキスプレスレーベルよりリリースされた。
その後、2006年3月8日に24ビット・デジタルリマスター仕様で再発売された。

## アートワーク
本作のライナーノーツは作家の髙山文彦が執筆している。

## ツアー
本作リリース後の1995年1月24日に大麻取締法違反で逮捕された事により、長渕の活動は全てが停止状態となる。その後、同年の11月16日のマリンメッセ福岡を皮切りに本作と受けてのツアー「LIVE'95 ACOUSTIC ROAD Just Like A Boy」が9都市9公演行われた。また、ツアー最終日の12月26日には3度目となる東京ドーム公演を実現している。

## 批評
| 専門評論家によるレビュー | 専門評論家によるレビュー |
| レビュー・スコア         | レビュー・スコア         |
| 出典                     | 評価                     |
| ------------------------ | ------------------------ |
| CDジャーナル             | 肯定的                   |

音楽情報サイト『CDジャーナル』では、「自分が思い描く『うた』に、『男』に、『愛』に、『世界』に挑み続ける姿の記録は、特に後半以降のファンならば必聴」と評されている。

## チャート成績
オリコンチャートでは最高位2位、登場回数12回、売り上げは約80万枚となった。また、長渕の逮捕後に数万枚売り上げを伸ばしたとの情報もあった。

## 収録曲
| 全作詞・作曲: 長渕剛。 |                                     |           |            |                                                   |                                        |      |
| #                      | タイトル                            | 作詞      | 作曲・編曲 | 編曲                                              | 初出作品                               | 時間 |
| 1.                     | 「夏祭り」                          | 長渕剛    | 長渕剛     |                                                   | アルバム『長渕剛LIVE』                 | 4:52 |
| 2.                     | 「巡恋歌」                          | 長渕剛    | 長渕剛     | 鈴木茂                                            | シングル「巡恋歌」                     | 3:35 |
| 3.                     | 「俺らの家まで」                    | 長渕剛    | 長渕剛     | 石川鷹彦                                          | アルバム『風は南から』                 | 3:40 |
| 4.                     | 「素顔」                            | 長渕剛    | 長渕剛     | 石川鷹彦                                          | アルバム『逆流』                       | 4:18 |
| 5.                     | 「順子」                            | 長渕剛    | 長渕剛     | 瀬尾一三                                          | アルバム『逆流』                       | 3:08 |
| 6.                     | 「ひざまくら」                      | 長渕剛    | 長渕剛     |                                                   | アルバム『長渕剛LIVE』                 | 3:24 |
| 7.                     | 「交差点」                          | 長渕剛    | 長渕剛     | 笛吹利明、長渕剛                                  | アルバム『時代は僕らに雨を降らしてる』 | 5:09 |
| 8.                     | 「顔」                              | 長渕剛    | 長渕剛     |                                                   | アルバム『SUPER LIVE IN 西武球場』     | 4:21 |
| 9.                     | 「マリア」                          | 長渕剛    | 長渕剛     | 山梨鐐平、長渕剛                                  | アルバム『時代は僕らに雨を降らしてる』 | 3:01 |
| 10.                    | 「僕のギターにはいつもHeavy Gauge」 | 長渕剛    | 長渕剛     | 瀬尾一三                                          | アルバム『HEAVY GAUGE』                | 5:07 |
| 11.                    | 「TIME GOES AROUND」                | 長渕剛    | 長渕剛     | 長渕剛                                            | アルバム『HOLD YOUR LAST CHANCE』      | 3:44 |
| 12.                    | 「HOLD YOUR LAST CHANCE」           | 長渕剛    | 長渕剛     | 瀬尾一三                                          | アルバム『HOLD YOUR LAST CHANCE』      | 4:17 |
| 13.                    | 「勇次」                            | 長渕剛    | 長渕剛     | 瀬尾一三、長渕剛 & The Band of Spirits            | シングル「勇次」                       | 5:18 |
| 14.                    | 「わがまま・友情 DREAM & MONEY」    | 長渕剛    | 長渕剛     | 長渕剛、山里剛                                    | アルバム『STAY DREAM』                 | 6:42 |
| 15.                    | 「俺たちのキャスティング・ミス」    | 長渕剛    | 長渕剛     | 長渕剛、山里剛 / ストリングス・アレンジ: 瀬尾一三 | アルバム『STAY DREAM』                 | 5:09 |
| 16.                    | 「STAY DREAM」                      | 長渕剛    | 長渕剛     | 長渕剛、山里剛                                    | アルバム『STAY DREAM』                 | 4:33 |
| 合計時間:              | 合計時間:                           | 合計時間: | 合計時間:  | 70:18                                             |                                        |      |

| 全作詞・作曲: 長渕剛。 |                          |           |            |                  |                                  |      |
| #                      | タイトル                 | 作詞      | 作曲・編曲 | 編曲             | 初出作品                         | 時間 |
| 1.                     | 「泣いてチンピラ」       | 長渕剛    | 長渕剛     | 瀬尾一三、長渕剛 | アルバム『LICENSE』              | 4:29 |
| 2.                     | 「LICENSE」              | 長渕剛    | 長渕剛     | 瀬尾一三、長渕剛 | アルバム『LICENSE』              | 6:40 |
| 3.                     | 「何の矛盾もない」       | 長渕剛    | 長渕剛     | 瀬尾一三、長渕剛 | アルバム『LICENSE』              | 6:24 |
| 4.                     | 「乾杯」                 | 長渕剛    | 長渕剛     |                  | アルバム『長渕剛LIVE'89』        | 4:32 |
| 5.                     | 「とんぼ」               | 長渕剛    | 長渕剛     | 瀬尾一三、長渕剛 | シングル「とんぼ」               | 6:11 |
| 6.                     | 「激愛」                 | 長渕剛    | 長渕剛     | 瀬尾一三         | シングル「激愛」                 | 6:29 |
| 7.                     | 「NEVER CHANGE」         | 長渕剛    | 長渕剛     | 瀬尾一三、長渕剛 | シングル「NEVER CHANGE」         | 6:02 |
| 8.                     | 「昭和」                 | 長渕剛    | 長渕剛     | 瀬尾一三         | アルバム『昭和』                 | 6:04 |
| 9.                     | 「しょっぱい三日月の夜」 | 長渕剛    | 長渕剛     | 瀬尾一三         | シングル「しょっぱい三日月の夜」 | 6:11 |
| 10.                    | 「お家へかえろう」       | 長渕剛    | 長渕剛     | 矢島賢           | アルバム『JEEP』                 | 5:51 |
| 11.                    | 「しゃぼん玉」           | 長渕剛    | 長渕剛     | 瀬尾一三、長渕剛 | シングル「しゃぼん玉」           | 4:59 |
| 12.                    | 「東京青春朝焼物語」     | 長渕剛    | 長渕剛     | 瀬尾一三、長渕剛 | アルバム『JAPAN』                | 6:27 |
| 合計時間:              | 合計時間:                | 合計時間: | 合計時間:  | 70:19            |                                  |      |

| 全作詞・作曲: 長渕剛。 |                         |           |            |                  |                                               |       |
| #                      | タイトル                | 作詞      | 作曲・編曲 | 編曲             | 初出作品                                      | 時間  |
| 1.                     | 「順子※」               | 長渕剛    | 長渕剛     | 瀬尾一三、長渕剛 | ライブビデオ『LIVE'92 "JAPAN" IN TOKYO DOME』 | 2:47  |
| 2.                     | 「素顔※」               | 長渕剛    | 長渕剛     | 瀬尾一三、長渕剛 | ライブビデオ『LIVE'92 "JAPAN" IN TOKYO DOME』 | 4:28  |
| 3.                     | 「巡恋歌'92※」          | 長渕剛    | 長渕剛     | 瀬尾一三、長渕剛 | シングル「巡恋歌'92」                         | 4:13  |
| 4.                     | 「シリアス※」           | 長渕剛    | 長渕剛     | 瀬尾一三、長渕剛 | ライブビデオ『LIVE'92 "JAPAN" IN TOKYO DOME』 | 6:03  |
| 5.                     | 「豚 (BUTA)※」          | 長渕剛    | 長渕剛     | 瀬尾一三、長渕剛 | ライブビデオ『LIVE'92 "JAPAN" IN TOKYO DOME』 | 7:06  |
| 6.                     | 「RUN」                 | 長渕剛    | 長渕剛     | 瀬尾一三、長渕剛 | シングル「RUN」                               | 5:38  |
| 7.                     | 「ガンジス」            | 長渕剛    | 長渕剛     | 瀬尾一三、長渕剛 | アルバム『Captain of the Ship』               | 9:55  |
| 8.                     | 「MOTHER※」             | 長渕剛    | 長渕剛     | 瀬尾一三、長渕剛 | ライブビデオ『白の情景』                      | 7:53  |
| 9.                     | 「Captain of the Ship」 | 長渕剛    | 長渕剛     | 瀬尾一三、長渕剛 | アルバム『Captain of the Ship』               | 13:09 |
| 10.                    | 「人間※」               | 長渕剛    | 長渕剛     | 長渕剛、笛吹利明 | シングル「人間」                              | 7:01  |
| 11.                    | 「いつかの少年※」       | 長渕剛    | 長渕剛     | 瀬尾一三、長渕剛 | ライブビデオ『LIVE'92 "JAPAN" IN TOKYO DOME』 | 7:39  |
| 合計時間:              | 合計時間:               | 合計時間: | 合計時間:  | 75:52            |                                               |       |

※：アルバム初収録音源

## スタッフ・クレジット
- 長渕剛 - プロデュース
- 加藤謙吾 (Z's) - マスタリング・エンジニア
- 高田浩充（東芝EMI） - A&R
- 熊取谷春夫（オフィス・レン） - ゼネラル・プロデューサー
- 高宮昇（オフィス・レン） - エグゼクティブ・プロデューサー
- 大川壮一郎 - 写真撮影
- 田村仁 - 写真撮影
- 寺原隆 - アート・ディレクション、デザイナー

## リリース履歴
| No. | 日付          | レーベル              | 規格 | 規格品番      | 最高順位 | 備考                         |
| --- | ------------- | --------------------- | ---- | ------------- | -------- | ---------------------------- |
| 1   | 1994年12月1日 | 東芝EMI／エキスプレス | CD   | TOCT-8700〜2  | 2位      |                              |
| 2   | 2006年3月8日  | 東芝EMI／エキスプレス | CD   | TOCT-25967〜9 | -        | 24ビット・デジタルリマスター |